# Monardia recondita
Monardia recondita är en tvåvingeart som beskrevs av Hardy 1960. Monardia recondita ingår i släktet Monardia och familjen gallmyggor. Inga underarter finns listade i Catalogue of Life.